# Дечимопутцу
Дечимопутцу, Дечімопутцу (італ. Decimoputzu, сард. Dèximu Putzu) — муніципалітет в Італії, у регіоні Сардинія,  провінція Кальярі.
Дечимопутцу розташоване на відстані близько 420 км на південний захід від Рима, 22 км на північний захід від Кальярі.
Населення — 4421 особа (2014).
Покровитель — Madonna della Grazie.

## Демографія
Населення за роками:

Станом на 1 січня 2023 року в муніципалітеті офіційно проживало 135 іноземців з 22 країн, серед них 50 громадян країн Євросоюзу та 1 громадянин України.

## Сусідні муніципалітети
- Дечимоманну
- Сілікуа
- Валлермоза
- Віллазор
- Вілласпечоза